# Une gare en or massif
Pour plus de détails, voir Fiche technique et Distribution.
Une gare en or massif est un téléfilm français réalisé par Caroline Huppert et diffusé dans le cadre de la série télévisée Série noire le 28 août 1991 sur TF1. C’est le dernier épisode de la série.

## Synopsis
Trois hommes dans le besoin vont s'unir pour réaliser le casse du siècle.

## Fiche technique
- Titre français : Une gare en or massif
- Réalisation : Caroline Huppert
- Scénario : Caroline Huppert d’après le roman Rue du Chat Crevé de Joseph Bialot
- Musique : Bruno Coulais
- Photographie : Dominique Le Rigoleur
- Montage : Colette Farrugia et Claude Dufour
- Pays d'origine : France, Italie, Suisse
- Format : Couleurs
- Genre : Policier
- Date de sortie : 1991

## Distribution
- Daniel Duval : Lucien
- Véronique Genest : Julia
- Stefano Madia : Fred
- Marco Bisson : Jean-Loup
- Jacques Mathou : Max
- Michel Puterflam : Kili
- Luc Béraud : Pierre
- Louis-Marie Seguela : Nino
- Faye Gatteau : Marie-Fleur
- Estelle Vincent : Rose
- Charles Dumas : Lumumba
- Marc Stokle : Olivier
- Maxime Boidron : Antoine
- Mehdi Bali : Amed
- Sophie Neunreuther : Marion
- Philippe Neunreuther : un gardien
- Jacky Pratoussy : Courchay
- Jenny Arasse

## Autour du téléfilm
- Il s’agit de la troisième adaptation d’un roman de Joseph Bialot pour cette série, après Le Salon du prêt-à-saigner et Le Manteau de Saint-Martin.
- Après avoir été acteur et réalisateur dans les épisodes Un chien écrasé et Lorfou, Daniel Duval est ici acteur pour la troisième fois.
- Première apparition à la télévision de l’actrice française Estelle Vincent.

## Source
- Claude Mesplède  et Jean-Jacques Schleret (Éd. rév. de: SN, voyage au bout de la Noire), Les auteurs de la Série noire, 1945-1995, Nantes, Joseph K, coll. « Temps noir », 1996, 627 p. (ISBN 978-2-910-68611-6, OCLC 300207570), p. 588.